# Noah (odrůda vinné révy)

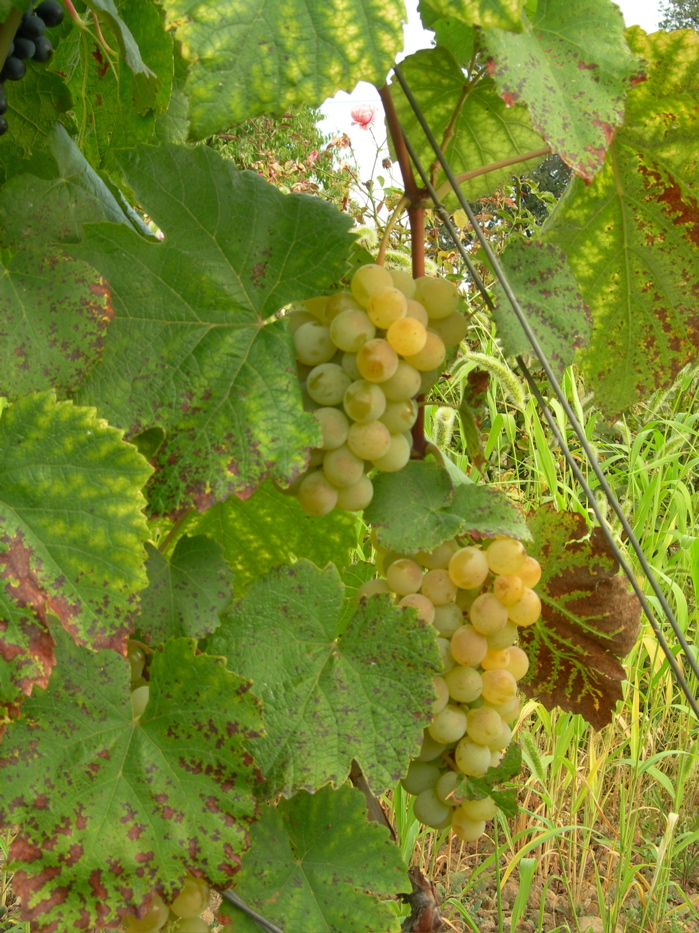
Vinná odrůda Noah

Noah (též Charvát, Chorvat, Flaga Alba, Fraga, Jahůdka, Jahoďák) je středně pozdní moštová odrůda révy vinné. V České republice není uznanou odrůdou a je zákonem zakázáno ji uvádět na trh jako révové víno.

## Původ
Noah byl vyšlechtěn roku 1869 šlechtitelem jménem Otto Wasserzieher v Nauvoo, ve státě Illinois, ve Spojených státech amerických. Některé zdroje označují odrůdu za křížence odrůd Taylor (Vitis riparia) x Hartford (Vitis labrusca), dle jiných zdrojů šlo o spontánní opylení odrůdy Taylor pylem neznámé odrůdy. V Evropě se tato odrůda rozšířila po révokazové kalamitě, protože je proti mšičce révokazu odolná, stejně jako proti houbám a plísním (proto je Noah velmi oblíbený u zahrádkářů). Všechny tyto odolné odrůdy (kromě Noahu například též Othello nebo Clinton) dávají vína nepříjemně aromatická, ve Francii se pro ně vžil název "liščina" (foxé).
Český název Chorvat či Charvát je zřejmě inspirován chorvatskými přistěhovalci, kteří přicházeli za vlády Marie Terezie osidlovat jižní Moravu vypleněnou Turky a s sebou přivezli i několik zde dosud neznámých odrůd révy vinné. Při révokazové kalamitě na konci 19. století některé z těchto odrůd přežily, a za jednu z nich byla omylem považována i odrůda Noah. Ve skutečnosti se ale na Moravu dostala až přibližně o 100 let později, právě jako jedna z možností, jak mšičce révokazu čelit.

## Charakteristika
Hrozen je středně velký, stopky velmi krátké, bobule malé a slupka bobule tuhá. Zralé bobule velmi snadno spadávají ze stopky, často jen pouhým dotykem. Dužnina obsahuje mnoho rosolovatých látek, lisování šťávy je proto obtížné.
Víno pak má zlatožlutou barvu a vůni lesních jahod (proto též přezdívky jahůdka, jahoďák).
Noah je někdy přidáván do jiných vín, aby podpořil jejich aromatiku.

## Otázka škodlivosti
Škodlivost odrůdy Noah na lidské zdraví nebyla nikdy uspokojivě prokázána, přesto se o ní neustále diskutuje. Spekuluje se o jejích halucinačních či afrodisiakálních účincích. U některých lidí mohou látky obsažené v bobulích, potažmo vínu, způsobovat alergickou reakci, někteří lidé trpí alergickou reakcí dokonce jen v blízkosti keře této révy.